# مار براق سندی
مار براق سندی (نام علمی: Bungarus sindanus) نام یک گونه از سرده مارهای براق است.